# ナシ語
ナシ語（ナシご、ナシ語ローマ字表記：Naqxi geezheeq、ナシ語トンパ文字表記：あるいは 、中: 纳西语）は中華人民共和国雲南省やその周辺に住む少数民族であるナシ族により話されるシナ・チベット語族チベット・ビルマ語派に属する少数言語。象形文字の一種であるトンパ文字を使用しており、ナシ語は現在世界で唯一象形文字を日常的に使用している言語であるとされる。

## 語系分類
チベット・ビルマ語派に属する言語であることが明らかとなっており、ロロ・ビルマ語群との関係については研究者の間でも意見が分かれている。

## 使用状況
2000年の資料によると、ナシ語を使用する人口は合計308,839人でありそのうち約10万人がナシ語のみを話す単一言語話者である。また約17万人が中国語、チベット語またはペー語などを話す人々であり、ナシ語を第二言語として使用している。ナシ語話者の大多数（20万人）は雲南省麗江市の古城区および玉竜ナシ族自治県に集中しており、残りの少数が雲南省や四川省の近隣に散在し、一部はチベットのマルカム県にも居住している。また、国境を越えたミャンマー国内にも話者が居住している可能性がある。ナシ語は雲南省の一部地域においては学校教育においても使用される言語であり、地方政府機関や市場においても使用されている。特に麗江市のナシ族自治県では、多くの地元メディアがナシ語で情報発信を行っている。

## 音韻
|              | 両唇音  | 唇歯音 | 歯音    | そり舌音 | 歯茎硬口蓋音 | 軟口蓋音 |
| ------------ | ------- | ------ | ------- | -------- | ------------ | -------- |
| 無気清塞音   | b /p/   |        | d /t/   |          |              | g /k/    |
| 気清塞音     | p /pʰ/  |        | t /tʰ/  |          |              | k /kʰ/   |
| 鼻冠濁塞音   | bb /ᵐb/ |        | dd /ⁿd/ |          |              | gg /ᵑg/  |
| 無気清破裂音 |         |        | z /ʦ/   | zh /tʂ/  | j /ʨ/        |          |
| 気清破裂音   |         |        | c /ʦʰ/  | ch /tʂʰ/ | q /ʨʰ/       |          |
| 鼻冠濁破裂音 |         |        | zz /ⁿʣ/ | rh /ⁿdʐ/ | jj /ⁿʥ/      |          |
| 清摩擦音     |         | f /f/  | s /s/   | sh /ʂ/   | x /ɕ/        | h /x/    |
| 濁摩擦音     |         | w /v/  | ss /z/  | r /ʐ/    | y /ʑ/        | v /ɣ/    |
| 鼻音         | m /m/   |        | n /n/   |          | ni /nʲ/      | ng /ŋ/   |
| 側面音       |         |        | l /l/   |          |              |          |

d、t、dd、n、lがu、ee、eと結合する場合は巻舌音として発音される。zh、ch、rh、sh、rはu、ee、e、erとのみ結合し、ee、erと結合する場合にのみ歯茎音と対立する。歯茎硬口蓋音と軟口蓋音はナシ語固有の語では対立しない。ゼロ声母は実際には喉音[h]または[ʔ]である。西部方言の麗江壩土語と宝山州土語には、鼻冠付きと鼻冠なしの濁塞音および濁塞擦音の2つの組み合わせが存在する。これらの子音は他の土語では統合されており、大研鎮土語では鼻冠濁音として、東部方言では鼻冠なしの濁音として現れる。

### 韻母
大研鎮土語にはi /i/、u /u/、iu /y/、ei /e/、ai /æ/、a /ɑ/、o /o/、e /ə/、er /ɚ/、ee /ɯ/、v /v̩/ の11の単韻母が存在する。介音と母音からなる複韻母もあり、これは主に他言語由来の借用語において使用される。中国語における拼音と同様にナシ文字の音節はi、uで始まることができず、y、wを冠する必要がある。

### 声調
- 高平調55：l
- 中平調33：(標示されない)
- 低降調31：q
- 低昇調13：f (ナシ語の固有語で使用されることはまれで、主に古くの時代に借用された漢語由来の単語における入声字に用いられる)

ナシ語に存在する現代漢語由来の借用語の多くは西南官話に由来し、陰平と上声はナシ語の第2調、陽平は第3調、去声は第1調に対応する。

## 文法
基本的な語順はSOV型(主語→受動態→動詞)となっている。
この点はチベット・ビルマ語派の他言語とも類似している。